# جدل الأسبرتام
لطالما شكّل محلي الطعم الصناعي موضعاً للكثير من الجدل والخداعات منذ المصادقة الأولية عليه من قبل إدارة الأغذية والأدوية في العام 1974. حيث يزعم النقاد بأنّ المصالح المتضاربة التي أفسدت موافقة الإدارة على الأسبرتام، تضع علامة استفهام حول نوعية البحث الأولي الذي يدعم أمان هذا المنتج، ومُسلّمةً بأنّ العديد من المخاطر الصحية قد تكون مرتبطة بالأسبرتام. وقد تم فحص هذه الإدعاءات وتمّ رفضها لاحقاً كونها غير صالحة.

استنتج مكتب المسؤولية الأمريكي الحكومي في العام 1987 بأنّ عملية المصادقة على المُضافات الغذائية قد نُفّذت بشكل ٍ صحيح بالنسبة للأسبرتام. وقد وُجد أنّ الأسبرتام صالحاً للاستهلاك البشري في أكثر من تسعين دولةً حول العالم، وذلك بوصف مسؤولي الـ (FDA) له بأنه «أحد أكثر الإضافات الغذائية دراسةً واختباراً بشكل كلي قد صادقت الوكالة عليها» ووصفوا أمانه بأنه «واضح للغاية».
إنّ وزن الدليل العلمي الحالي يشير إلى أنّ مستويات الاستهلاك الحالية من الأسبرتام هي آمنة بدرجة أمان المحليات غير المغذية.

## تاريخ المصادقة والسلامة
نشأ الخلاف حول سلامة استهلاك الأسبرتام من خلال المخالفات المحسوسة في عملية المصادقة على الأسبرتام خلال السبعينات وأوائل الثمانينات، حيث تضمن ذلك إدعاءات تضارب المصالح والدعاوى بأنّ مُنتج الأسبرتام جي دي سيرل قد حجب بيانات الأمان حول المنتج. وفي العام 1996، وصل الجدل شريحة أوسع من الجمهور من خلال تقرير لبرنامج ستون دقيقة حول المخاوف من أنّ الأسبرتام يمكن أن يسبب أورام دماغية في البشر. وفي ذات الوقت، قام ناشط مجهول معادي للأسبرتام بالكتابة حول نفس الموضوع تحت اسم أدبي خالقاً بذلك أساساً لرسالة غير مُثبتة و متسلسلة [الإنجليزية] من الخديعة والتضليل تم تداولها عبر الإنترنت. 

### المصادقة الحكومية
صودق في الأصل على استخدام الأسبرتام في الأغذية الجافة في العام 1974 بواسطة مفوض إدارة الأغذية والأدوية أليكساندر شميديت بعد المراجعة من قبل مركز إدارة الأغذية والأدوية لسلامة الغذاء والأغذية التطبيقية. وكانت سيرل قد قدمت 168 دراسة حول الأسبرتام، من ضمنها سبع دراسات عن الحيوانات تم اعتبارها حاسمة من قبل FDA. قريباً بعد ذلك، قام البروفيسور جون أولني [الإنجليزية]، أستاذ طب الأمراض العقلية والناقد البارز للغلوتومات أحادية الصوديوم، جنباً إلى جنب مع محامي المصلحة العامة ومؤلف كتاب مناهض للإضافات الغذائية جيمس تيرنر، بحفظ عريضة لجلسة عامة تستشهد بمخاوف السلامة الغذائية. وقد وافق شميدت على ذلك منتظراً التحقيق في التجاوزات المزعومة في دراسات السلامة للأسبرتام وعدة عقاقير أخرى. 

فرضت وزارة العدل إجراءات هيئة المحلفين الكبرى ضد سيرل للاحتيال في دراسات أحد عقاقيرها. وفي ديسمبر 1975، قامت الـ FDA بوقف تنفيذ الحكم على مصادقة الأسبرتام، مانعةً سيرل من تسويقه.

في العامي 1977 و1978 قامت وحدة مهام الـ FDA واللجنة الأكاديمية لأخصائيي الأمراض بمراجعة 15 دراسة أعدتها سيرل حول الأسبرتام، حيث استنتجتا أنه وبالرغم من وجود عدد من التضاربات، إلا أنّ ذلك لم يؤثر على خلاصات الدراسات. وفي العام 1980، استمع مجلس التحقيق العمومي إلى شهادة من أولني وأبدى عدم الموافقة على إدعاءاته بأنّ الأسبرتام قد يؤدي إلى ضرر دماغي، بما في ذلك لدى الأجنة النامية. وقد قرر المجلس بأنّ هناك حاجة لدراسة إضافية للتسليم بوجود رابط بين الأسبرتام والأورام الدماغية، وقد أبطل المصادقة عليه.

وفي العام 1981، طلب مفوض الـ FDA آرثر هول هايز [الإنجليزية] نُصحاً حول هذه القضية من محام ٍ ومن لجنة علماء الـ FDA. وقد ميزت اللجنة الأخطاء التي يوردها استنتاج مجلس التحقيق العمومي بأنّ الأسبرتام قد يتسبب بأورام دماغية، وعرضت كلا الحجج التي مع وضد المصادقة. وصادق هايز على استخدام الأسبرتام في الأغذية الجافة، مبرراً مصادقته هذه بدراسة يابانية حول الورم الدماغي. النتائج، كما قال عنها رئيس مجلس التحقيق العمومي، أدت إلى «مصادقة غير مؤهلة» من قبل لجنة هذا المجلس. وقد تلا ذلك العديد من الاعتراضات، إلا أنه قد تم التنكر لها جميعاً. وفي تشرين الثاني من عام 1983، أي بعد أكثر من سنة من مصادقته على الأسبرتام، ترك هايز الـ FDA وانضم إلى العلاقات العامة في وكالة بيرسون مارستيللير [الإنجليزية] كمستشار طبي خبير. وبسبب كون بيرسون مارستيللير كانت وكالة العلاقات العامة لسيرل في ذلك الوقت، فإنّ هذا القرار كان ليثير نظريات المؤامرة لاحقاً. 

بسبب الجدل الدائر حول المصادقة على الأسبرتام، طالب عضو مجلس الشيوخ السيناتور هاورد ميتزنباوم [الإنجليزية] مكتب المسؤولية الحكومي بالتحقيق في مصادقة الأسبرتام. وفي العام 1987 دوّن المكتب تقريراً يفيد بأنّ بروتوكولاً قد تلا أحداث عملية المصادقة وزودها بجدولٍ زمني. وفي ذلك الوقت، ومن بين 67 عالماً استجابوا لاستطلاع رأي، أبدى 12 منهم مخاوف أساسية تتعلق بسلامة الأسبرتام. وتخوّف 26 منهم بطريقة ما إلا أنهم أبدوا اطمئناناً عاماً إلى سلامته. كما أبدى 29 منهم ثقة كاملة بسلامته. 

لقد قادت تقييمات سلامة المضافات الغذائية في عدة دول إلى المصادقة على الأسبرتام، وذلك استشهاداً بالنقص العام في التأثيرات المضادة بعد استخدامه بكمياتٍ معقولة. وبالاعتماد على مراجعات البحث الحكومي والتوصيات من الجهات الاستشارية كالمذكورة سابقاً، وُجد أنّ الأسبرتام أمنٌ للاستهلاك البشري في أكثر من تسعين دولة حول العالم.

### تضارب المصالح المزعوم قبل عام 1996
أعلمت الـ FDA في العام 1976 مدعي ولاية شيكاغو الأمريكية سام سكينر، بالتحقيقات الجارية لسيرل. وفي كانون الثاني من عام 1977، طالبت بشكل ٍ رسميٍ بانعقاد هيئة المحلفين. وفي شباط 1977، طالبت رسمياً بانعقاد هيئة المحلفين. وفي شباط 1977، عرضت شركة المحاماة سايدلي آند أوستن [الإنجليزية] التابعة لسيرل وظيفةً على سكنر فتم إعلان عدم أهليته لهذه القضية. وقد شغل خليفة السيد سكنر مكانه لعدة شهور لاحقة ومن ثم انتهى قانون التقادم للمخالفات المزعومة في أكتوبر 1977. وعلى الرغم من الشكاوى والإلحاح من قبل وزارة العدل في واشنطن، لم يستطع المحامي الأمريكي المؤقت لواشنطن ويليام كونلن، ولا خليفة سكينر توماس سوليفان من عقد اجتماع لهيئة المحلفين. 

وفي كانون أول 1977، طالب سوليفان بإسقاط القضية لعدم كفاية الأدلة، وأما كونلن فقد كانت شركة المحاماة التابعة لسيرل حينها قد وظفته. وقد ألهب القلق حول تضارب المصالح في هذه القضية الجدل، وقام عضو مجلس الشيوخ ميتزنباوم [الإنجليزية] بالتحقيق في ذلك في جلسات مجلس الشيوخ في العام 1981. وفي العام 1989، صادق مجلس الشيوخ على ترشيح سام سكينر لمنصب سكرتير النقل، مُبدياً الملاحظة إلى أنه كُلاً من ميتزنباوم وسوليفان كانا قد توصلا إلى نتيجة تفيد بعدم تورط سكينر بتصرفات غير لائقة. 

يدعي رالف والتون، وهو عالم نفساني من كلية طب جامعات شمال شرق أوهايو، بأنّ مصادر التمويل قد تكون أثرت على استنتاجات البحث المتعلق بالأسبرتام. فيزعم بأنّ الباحثين ذوي العلاقة العلاقة بالصناعة لا يجدون مشاكل تتعلق بالسلامة، فيم يجد الباحثون من غير ذوي العلاقة علامات تسممية. وقد قُدّمت مراجعة والتون هذه في البرنامج التلفزيوني ستون دقيقة ولاقت نقاشاً مكثفاً عبر الإنترنت. 

يُظهر تحليل ادعاءات والتون بأنه قد قام، وبشكلٍ غير موضّح، بحذف على الأقل 50 دراسة من دراسات السلامة المنقحة والمراجعة من مراجعاته الأدبية، وأنّ معظم البحث الذي يستشهد به تحت مسمى تمويل غير ذي علاقة بالصناعة هو في الحقيقة رسائل إلى المحررين أو تقارير حالات أو مقالات مراجعة أو فصول كتب أكثر من كونها دراسات منشورة. 

وفي نقض بيانات والتون، تقوم خدمة معلومات الأسبرتام (وهي خدمة زودتها شركة أجينوموتو اليابانية، وهي شركة منتجة للأسبرتام ومزودة لصنّاع أطعمة وأشربة معروفين) بمراجعة منشورات استشهادات والتون كشكل من أشكال النقد الموجه للأسبرتام، واجدةً أنّ معظم ما بها لا يمس الأسبرتام ولا يُشكّل استنتاجات سلبية، كما أنها ليست مُراجعة بتنقيح، وهي قصصية أو أنها مكررة. 

### خديعة الإنترنت
خدعة مُتقنة نُشرت عبر الإنترنت تنسب للأسبرتام تأثيرات طبية مؤذية. حيث تدّعي نظرية المؤامرة هذه أنّ هملية مصادقة الـ FDA على الأسبرتام قد شابتها الشوائب، وتستشهد - كمصدر لادعاءها - ببريد إلكتروني مُستند على كلام مُفترض لـ «نانسي ميركل» في مؤتمر البيئة العالمي. وبشكلٍ أكثر تحديداً، تزعم المواقع الإلكترونية المخادعة بأنّ الأسبرتام مسؤولٌ عن تصلّب الأنسجة المتعدد، داء الذئبة الشامل، سُميّة الميثانول، التسبب بالعمى، التشنجات، الآلام المبرحة، النوبات، الصداع، الكآبة، القلق، فقدان الذاكرة، التشوهات الولادية والموت.

اُعتبر انتشار رسالة نانسي ميركل أمراً مثيراً للاهتمام بحيث عرضت شبكة الوعي الإعلامية [الإنجليزية] نسخةً منها خلال عرض ِ حول كيفية تحديد مدى مصداقية صفحة ويب. ولقد أشار العرضُ ضمناً إلى أنّ رسالة ماركل لم تكن ذات مصداقية، ونصّ على أنه لم يكن ينبغي لها أن تُستخدم كمصدر مُخوّل للمعلومات. 

كما وتدعي بيتي مارتيني، والتي كانت قد أبرقت رسائل مشابهة لمجموعات أخبار يوزنت في أواخر العام 1995 وأوائل العام 1996 أنّ شخصاً مجهولاً قام بدمج رسالتها الأصلية بمعلومات أخرى وأعاد نشرها كما حدث مع نانسي ميركل. وهي تؤمن بوجود مؤامرة بين الـ FDA ومنتجي الأسبرتام. ولقد أضحت نظرية المؤامرة هذه مثال قانوني تتم مناقشته في عدة مواقع ويب لنظرية المؤامرة والأساطير المدنية الحديثة.

وعلى الرغم من أنّ معظم مزاعم هذه النظرية تتناقض مع جملة الدليل الطبي، فإنّ هذه المعلومات الناقصة انتشرت حول العالم في سلسلة من الرسائل الإلكترونية [الإنجليزية] منذ منتصف كانون الأول 1998، مؤثرةً بذلك على العديد من المواقع الإلكترونية كشكل من أشكال الأساطير المدنية الحديثة التي ما زالت تتسبب بالرعب للمستهلكين.

### الإجراء الحكومي والانسحابات الطوعية
في العام 1997، وبالنظر إلى قلق العامة، مررت الحكومة البريطانية تعليمات جديدة إلى صناع الغذاء ممن يستخدمون المحليات لوضع عبارة واضحة بجانب أسماء منتجاتهم تُفيد باستخدام المحليات فيها. 

في العام 2007، تم اعتبار الحكومة الاندونيسية حاظرة لاستخدام الأسبرتام. وفي الفلبين، قدّم تحالف الحزب السياسي الصغير للمخاوف الريفية بيت بيل 4747 في 2008 بهدف حظر الأسبرتام في الإمدادات الغذائية. ولاية نيومكسيكو الأمريكية فقد قدمت في العام 2007 عريضة لحظر الأسبرتام. ووقّع المشرّعون في هاواي قراراً في 2009 يسائلون من خلاله الـ FDA لإبطال المصادقة. وفي مارس 2009، عرّف مكتب تقييم الأخطار على الصحة البيئية في ولاية كاليفورنيا الأسبرتام بأنه مادة كيميائية، وذلك في استشارة للجنة تعريف المسرطنات الخاصة بها. وذلك وفقاً للاقتراح المقدم من ولاية كاليفرونيا ذو الرقم 65 [الإنجليزية]. 

في 2007، أعلنت كل من سلسلة المتاجر البريطانية سينزبيري، ماركس آند سبنسر، والشركة التابعة لوول مارت أسدا [الإنجليزية] أنها لن تستخدم الأسبرتام بعد الآن في منتجاتها الخاصة المسجلة. وفي أبريل 2009، ردت أجينوموتو، الشركة المنتجة للأسبرتام في أوروبا، على حملة أسدا المسماة «لا للأذى» وذلك بتعبئة شكوى بطلان خبيث ضد أسدا في المحاكم الإنجليزية. وفي تموز 2009، ربحت أسدا القضية القانونية بعدما فسّر قاضي المحكمة عبارة «لا للأذى» بأنها «لا تعني أنّ الأسبرتام ضار فعلاً أو غير صحي» رغم ذلك فإنه من الممكن الاستئناف.

في العام 2009، أعلنت متاجر بيع وول وورثز [الإنجليزية] الجنوب إفريقية أنها كانت تزيل الأسبرتام من ماركتها الخاصة من الأغذية.

وفي العام 2010، أطلقت وكالة معايير الغذاء البريطانية تحقيقاً في الأسبرتام وسط ادعاءات بمعاناة بعض الناس من أعراض جانبية بعد استهلاكهم له. حيث كانت نسبة لا بأس بها من المتطوعين المشاركين في الدراسة هي من أولئك الذين ادعوا تلك الإدعاءات. لذلك فإنّ نتائج الدراسة ستكون أيضاً مهمة.

## السلامة
لقد تمت دراسة سلامة الأسبرتام بكثافة منذ اكتشافه بالبحث الذي يتضمن دراسات حيوانية، البحث الوبائي والسريري، ومراقبة ما بعد التسويق. وبهكذا يكون الأسبرتام قد أصبح الآن واحداً من أكثر المكونات الغذائية المختبرة بصرامة حتى الآن.لقد قدمت المقالات المراجعة المنقحة الشاملة والمراجعات المستقلة من قبل الهيئات المُنظمة الحكومية تحليلاً للبحث المجرى حول سلامة الأسبرتام، حيث وجدت أنّ مستويات الأسبرتام الحالية هي آمنة للاستهلاك. فهو آمن للاستهلاك البشري في أكثر من 100 وكالة تنظيمية في بلدانها الخاصة، بما في ذلك، وكالة المعايير الغذائية في المملكة المتحدة، سلطة سلامة الغذاء الأوروبية، وصحة كندا الكندية. 

### كمية الاستهلاك
تُعرّف قيمة الاستهلاك اليومية المقبولة للأسبرتام، بالإضافة إلى المضافات الغذائية الأخرى التي تمت دراستها، بأنها «كمية المضاف الغذائي موضحة اعتماداً على قواعد وزن الجسم، والتي بالإمكان هضمها يومياً مدى الحياة من غير مخاطرة صحية ذات قيمة». لقد قام بتحديد هذه القيمة للأسبرتام كل من لجنة خبراء الفاو ومنظمة الصحة العالمية JECFA [الإنجليزية] و اللجنة العلمية للغذاء [الإنجليزية] التابعة للمفوضية الأوروبية بأنها 40 ملغم \ كغم من وزن الجسم. بينما حددت FDA هذه القيمة بأنها 50 ملغم \ كغم.

تُعد مشروبات الحمية الغازية المصدر الأول للتعرض للأسبرتام في الولايات المتحدة، وذلك على الرغم من أنه يمكن استهلاكه -الأسبرتام - في المنتجات الأخرى مثل المستحضرات الصيدلانية، عصائر الفاكهة، علكة المضغ ومواد أخرى بكميات قليلة. تحتوي عبوّة الـ 12 أونصة من الصودا على 180 ملغم من الأسبرتام. وبالنسبة لإنسان بالغ يزن 75 كغم، يتطلب الأمر استهلاك 21 عبوة من صودا الحمية لاستيفاء 3750 ملغم من الأسبرتام وذلك للتفوق على القيمة التي وضعتها الـ FDA لقيمة الاستهلاك اليومية المقبولة (وهي 50 ملغرام أسبرتام \ كغم من وزن الجسم) من صودا الحمية وحدها. 

لقد قدمت المراجعات تحليلاً للدراسات التي ألقت بنظرها على استهلاك الأسبرتام عبر العالم، بما في ذلك الولايات المتحدة ودولاً في أوروبا وأستراليا إلى جانب أخرى.. حيث وجدت تلك التحليلات أنه حتى معدلات الاستهلاك اليومية العالية من الأسبرتام، والتي دُرست في دول متعددة وبطرق عديدة، هي أقل من الحد الآمن المسموح به لاستهلاك هذا المُحلي. ووجدت تلك المراجعات أيضاً أنّ الفئات البشرية التي تُعتبر متفوقة في استهلاك الأسبرتام كالأطفال ومرضى السكري هي أيضاً تحت ذلك الحد، وذلك حتى لو أخذنا بعين الاعتبار أسوأ السيناريوهات المحتملة [الإنجليزية] لحسابات الاستهلاك.

### أيضيات
لقد ركزت فرضية التأثيرات المضادة للصحة على ثلاثة مواد أيضية للأسبرتام هي الميثانول، الفينيل ألانين، وحمض الأسبرتيك. 

يتحلمه (يتهدرج) الأسبرتام بسرعة شديدة في الأمعاء الدقيقة. وحتى من خلال تعاطي جرعات من الأسبرتام (أكثر من 200 ملغرام\ كيلو غرام)، لا يتم الكشف عن وجوده في الدم، وهذا عائد إلى تحطمه السريع . وقد تمت دراسة هذه الأيضيات لدى شريحة واسعة من السكان تضم الرضّع، الأطفال، المراهقين، والبالغين الأصحاء . فحتى الجرعات العالية من هذا المنتج في البالغين الأصحاء والأطفال، لا تقود لمستويات بلازمية من الأيضيات مثيرة للقلق حول السلامة . ويُنصح الأفراد المصابون بالاعتلال الجيني فاينايلكيتونوريابتجنب الأسبرتام كونهم يمتلكون قدرات متناقصة لاستقلاب الفينيل ألانين . حيث تزوّد الأطعمة الشائعة مثل الحليب، اللحم، الفواكه، كميات أكبر من هذه الأيضيات، في حمية ما، من الأسبرتام.

يتم امتصاص الميثانول الناتج عن استقلاب الأسبرتام وتحويله على نحو السرعة إلى فورمالدهايد ومن ثم إلى حمض الفورميك بشكلٍ كامل . وإنه من غير المحتمل أن يشكّل الميثانول الناتج عن الأسبرتام مصدر قلق حول السلامة وذلك لأسباب عدة . إنّ كمية الميثانول في الأسبرتام هي أقل من تلك الموجودة في عصائر الفواكه وفواكه الحمضيات، بالإضافة إلى ذلك فإنّ هنالك مصادر غذائية أخرى لهذا الميثانول مثل الأشربة المتخمرة.إذن، فكمية الميثانول الناتجة من الأسبرتام تبدو أقل من تلك الكمية الناتجة عن مصادر طبيعية . وفيما يتعلق بالفورمالدهايد، فيتم تحوله بشكلٍ سريع ٍفي الجسم، كما أنّ كميات الفورمالدهايد الناتجة عن استقلاب الأسبرتام هي كميات تافهة إذا ما قورنت بالكميات التي ينتجها الجسم البشري وأطعمة وعقاقير أخرى بشكلٍ روتيني . إنّ هضم الأسبرتام في المستوى التسعين بعد الإستهلاك من شأنه إنتاج كمية ميثانول أقل بـ 25 مرة من الكمية التي تُعتبر سامة . 

يُعتبر الفينيل ألانين أحد الأحماض الأمينية الأساسية ويُعد متطلباً للنمو الطبيعي واستمرارية الحياة . تتركز المخاوف المتعلقة بالفينيل ألانين الناتج عن الأسبرتام بشكلٍ كبير ٍحول التغيرات الافتراضية على مستويات النواقل العصبية وكذلك على نسب النواقل العصبية لبعضها البعض في الدم والدماغ والتي من الممكن أن تقود إلى عوارض عصبية .غير أنّ مراجعة الأدبيات في هذا المجال لم تؤدّ إلى اكتشافات حقيقية لدعم مثل هذه المخاوف، كما أنه بينما توجد لاستهلاك جرعات عالية من الأسبرتام تأثيرات بيوكيماوية، فإنّ هذه التأثيرات لم تُرَ في دراسات السُميّة لكي يتم اقتراح فكرة أنّ الأسبرتام يمكن له أن يؤثر بقوة على الوظائف العصبية . وكما هو الأمر بالنسبة للميثانول، ستقود الحمية الغذائية النموذجية إلى هضم كميات فينيل ألانين ملحوظة بشكلٍ أكبر من تلك المتوقعة من استهلاك الأسبرتام .

حمض الأسبرتيك هو أحد أكثر الأحماض الأمينية شيوعاً في الحمية الغذائية النموذجية، ومع ذلك فهو يُعد أحد المصادر المحتملة للتأثيرات السمية العصبية للأسبرتام . وكما هو الأمر مع الميثانول والفينيل ألانين، استهلاك حمض الأسبرتيك من الأسبرتام هو أقل مما يمكن توقعه من مصادر حمية أخرى . ويزوّد الأسبرتام، في المستوى الـ 90 من استهلاكه فقط ما بين 1% و2% من الاستهلاك اليومي لحمض الأسبرتيك . وهنالك بعض التخمينات التي تفيد بأنّ الأسبرتام، وبالاقتران بأحماض أمينية أخرى مثل الغلوتاميت، قد تقود إلى تدمير الخلايا العصبية، مُحدثةً بذلك ضرراً للدماغ والخلايا العصبية . على كل حال، أظهرت الدراسات السريرية عدم وجود إشارات لتأثيرات سمية عصبية. كما أنّ دراسات الإستقلاب تقترح عدم إمكانية هضم حمض أسبرتيك وغلوتاميت كافيين من خلال الطعام والشراب لمستويات من المتوقع أنها سُمية .